# Heinrich Oidtmann III
Heinrich Oidtmann III (* 6. Juli 1888; † 25. Januar 1929) war Ingenieur, Autor und Unternehmer. Er leitete die von seinem Großvater gegründete Glasmalerei Oidtmann in Linnich, die bis heute als Familienunternehmen existiert.

## Leben

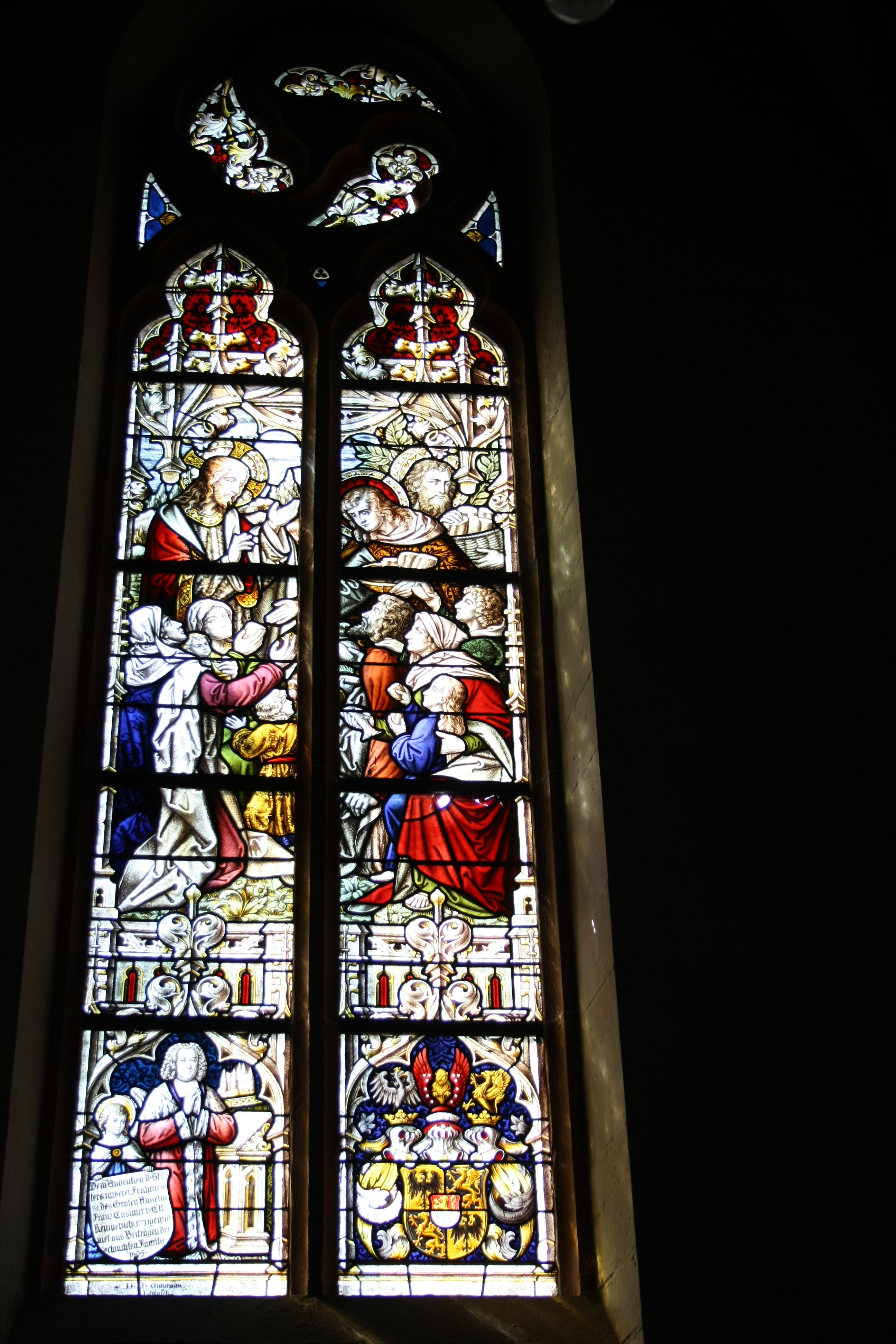
Bleiglasfenster der Firma Oidtmann in der Kirche
St. Philippus und Jakobus in Kempenich

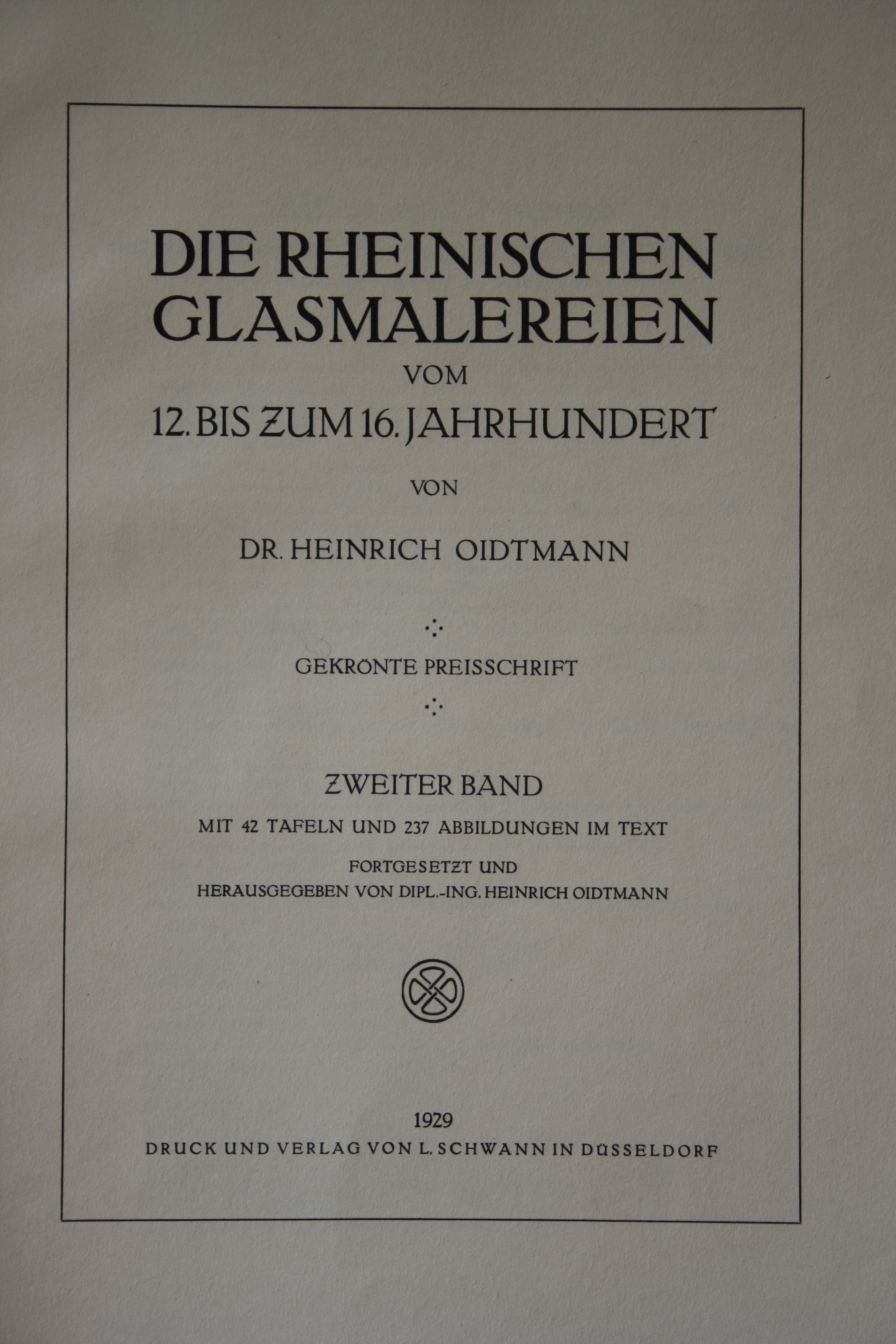
Titelblatt des Buches: Die rheinischen Glasmalereien..., Band 2

Heinrich Oidtmann besuchte das Gymnasium in Jülich und studierte nach dem Abitur Architektur und Kunstgeschichte an den Technischen Hochschulen Aachen und München und an der Universität Bonn. Nach dem Examen als Dipl.-Ing. übernahm er 1912 nach dem Tode seines Vaters vierundzwanzigjährig die Leitung des Familienunternehmens.
Als Student war Oidtmann jeweils aktives Mitglied von katholischen Studentenverbindungen des KV: Carolingia – Aachen, Erwinia – München und Arminia Bonn.
Sein Vater, Heinrich Oidtmann hatte kurz vor seinem Tod 1912 den ersten Band des grundlegenden Werks „Die rheinische Glasmalerei vom 12. bis zum 16. Jahrhundert“ herausgegeben. Diese wissenschaftliche Arbeit wurde von Oidtmann III mit dem zweiten Band abgeschlossen. Die beiden Bände gelten auch heute noch als Standardwerk über die rheinische Glasmalerei.
Im Jahr 1921 heiratete Oidtmann die Niederländerin Ludovika van den Hoff (1899–1945). Aus der Ehe gingen drei Söhne hervor.
Heinrich Oidtmann gelang es das Familienunternehmen in der Zeit des Ersten Weltkriegs und den Wirtschaftskrisen der 1920er Jahre erfolgreich weiter zu führen. Nach seinem frühen Tod im Jahr 1929 übernahm seine Frau die Leitung des Unternehmens. Die Söhne Friedrich Oidtmann (* 5. März 1924) und Ludovikus Oidtmann (* 23. Juli 1928) traten nach dem Tode der Mutter in den elterlichen Betrieb ein.

## Werke
- Alte Glasmalereien aus der Pfarrkirche zu Monreal bei Mayen. In: Zeitschrift für christliche Kunst 25 (1912), S. 375–379.
- Die Ausstattung einer St.-Elisabeth-Kirche mit Glasmalerei. In: Zeitschrift für christliche Kunst 30 (1917), S. 61–69.
- Alte Glasmalereien eines spätgotischen Portaloberlichtes in der ehemaligen Klosterkirche zu Niederwerth bei Koblenz am Rhein. In: Zeitschrift für christliche Kunst 30 (1917), S. 144–146.
- Alte Glasmalereien in der ev. Kirche zu Kirchherten im Kreise Bergheim. In: Zeitschrift für christliche Kunst 31 (1918), S. 71–74.
- Ein Glasgemälde in der ehemaligen Zisterzienserkirche zu Bottenbroich. In: Christliche Kunst 20 (1923/24), S. 8–21.
- Die rheinischen Glasmalereien vom 12. bis zum 16. Jahrhundert. Bd. 2, Schwann Verlag, Düsseldorf 1929.